# Euphrasia muscosa
Euphrasia muscosa är en snyltrotsväxtart som beskrevs av Rodolfo Amando Philippi. Euphrasia muscosa ingår i släktet ögontröster, och familjen snyltrotsväxter. Inga underarter finns listade i Catalogue of Life.